# Jorge Arreaza
Jorge Alberto Arreaza Montserrat (ur. 6 czerwca 1973 w Caracas) – wenezuelski polityk, wiceprezydent od 9 marca 2013 do 6 stycznia 2016, Minister Nauki i Technologii w latach 2011–2013.
Arreaza z zawodu jest dziennikarzem. Jest mężem najstarszej córki Hugo Chaveza – Rosy Virginii. W trakcie choroby Chaveza informował opinię publiczną o stanie zdrowia prezydenta.